# Ignacy Bernstein

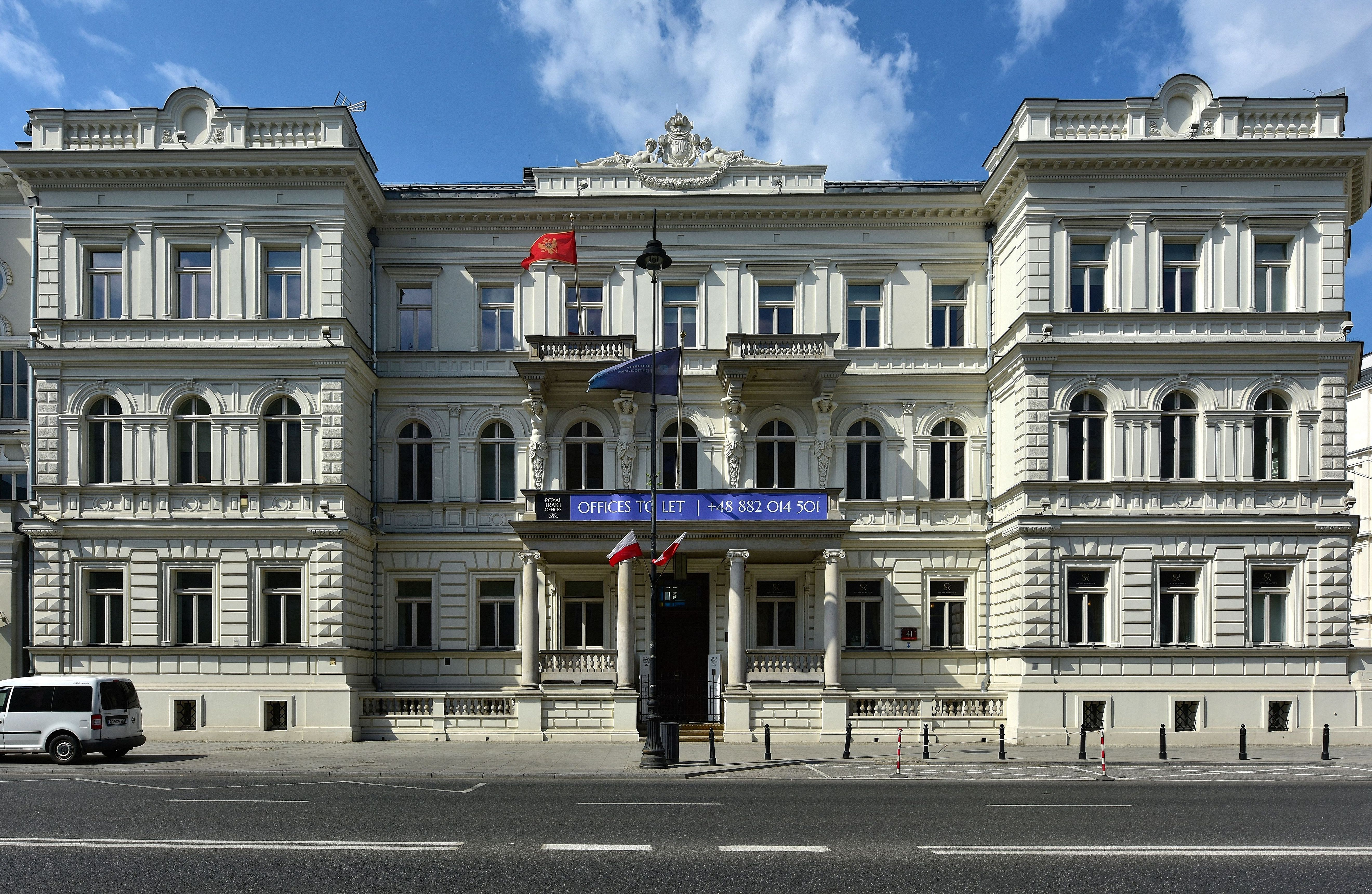
Kamienica Ignacego Bernsteina w Al. Ujazdowskich 41

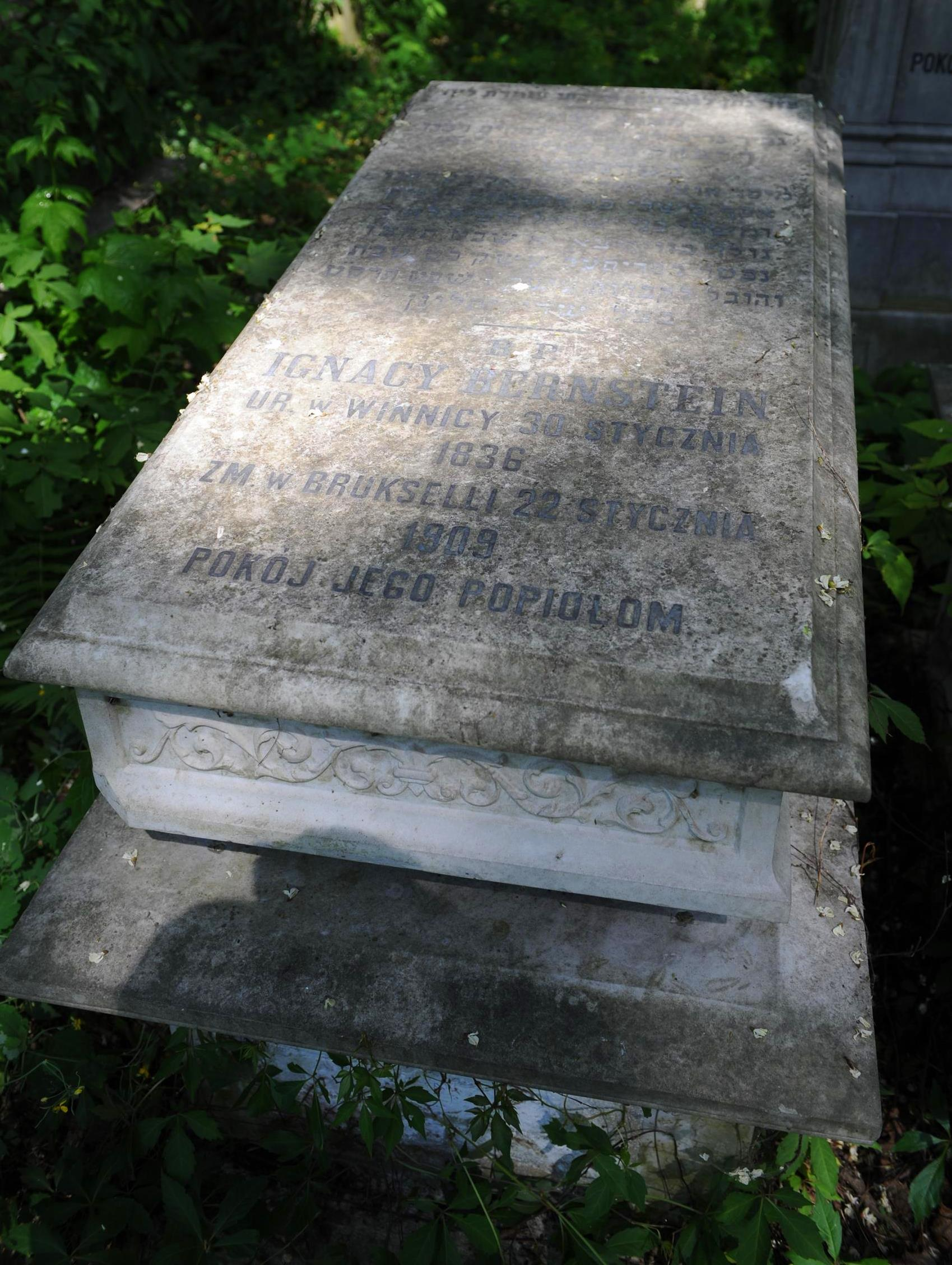
Grób Ignacego Bernsteina

Ignacy Bernstein (ur. 30 stycznia 1836 w Winnicy, zm. 22 stycznia 1909 w Brukseli) – polski bibliotekarz i zbieracz przysłów pochodzenia żydowskiego, jeden ze współtwórców Głównej Biblioteki Judaistycznej działającej przy Wielkiej Synagodze na Tłomackiem w Warszawie.

## Życiorys
Urodził się w zamożnej, religijnej rodzinie przemysłowców cukrowniczych. Naukę pobierał w domu od prywatnych nauczycieli. Był jednym z założycieli Towarzystwa „Lomdej Tora” (z hebr. Studiujących Torę), które wspierało ubogą młodzież żydowską w nauce świeckiej i religijnej.
Największą pasją Bernsteina był żydowski folklor, a zwłaszcza związane z nim przysłowia, które zbierał przez całe życie. W 1900 wydał w dwóch tomach Katalog dzieł treści przysłowiowej, a w 1908 wydał swoje największe dzieło pt. Jüdische Sprichwörter und Redensarten, gdzie zawarł 3993 przysłowia żydowskie z transkrypcją na alfabet łaciński oraz opracowaniem naukowym. Swoją prywatną bibliotekę, bogaty zbiór o przysłowiach (5800 numerów w 6000 woluminów) przekazał Akademii Umiejętności w Krakowie. Znajduje się ona obecnie w Bibliotece Jagiellońskiej.
Został pochowany na cmentarzu żydowskim przy ulicy Okopowej w Warszawie (kwatera 26, rząd 10).